# Агропромышленная интеграция
Агропромышленная интеграция — сочетание сельскохозяйственного производства с перерабатывающей промышленностью и другими отраслями народного хозяйства.
Слово «интеграция» происходит от латинского и означает соединение отдельных частей в единое целое. В широком смысле под интеграцией понимают усиление экономических и производственных связей между различными странами (примером таких связей является создание ЕС и СНГ), отдельными сферами и смежными отраслями, а также между различными предприятиями, организациями и другими субъектами рынка.
В собственном смысле слова интеграция означает организационное объединение технологически связанных между собой разнородных видов деятельности с присущими им функциями с целью производства конечного продукта и доведения его до потребителя, а также достижение на этой основе высоких экономических результатов.

## АПК
Когда говорят об агропромышленной интеграции в широком смысле слова, имеют в виду развитие производственных и экономических связей между отраслями и предприятиями агропромышленного комплекса, которые связаны между собой технологически и объективно ориентированы на сочетание их материальных интересов в процессе производства и реализации конечной продукции из сельскохозяйственного сырья. Усиление таких связей является закономерным явлением.

### Средства производства
В процессе углубления общественного разделения труда сельское хозяйство самостоятельно уже не может обеспечивать условия собственного воспроизводства. Это обусловлено тем, что развитие данной отрасли во все большей степени зависит от промышленности, поставляющей селу необходимые средства производства. Их удельный вес в структуре потреблённых материальных ресурсов находится в пределах 35-38 %, то есть темпы и эффективность расширенного воспроизводства в сельском хозяйстве в значительной степени зависят от развития первой сферы АПК — фондопроизводящих отраслей, их способности обеспечить его орудиями и предметами труда в необходимом объеме, ассортименте и качестве.

### Сырьё
С другой стороны, существенно повышается роль самого сельского хозяйства в развитии и углублении межотраслевых связей в АПК. Произведённая в этой сфере материального производства продукция поступает как сырьё в ряде отраслей промышленности для переработки, причем доля сельскохозяйственной продукции, используемой для промышленной переработки, постоянно растет и сейчас превышает 60 %. Учитывая опыт индустриально развитых стран, в которых данный показатель достигает 90 %, а также на современные тенденции к ускоренному развитию перерабатывающих производств, нетрудно предсказать, что в будущем роль сельского хозяйства как поставщика сырья будет увеличиваться.
Как видим, наблюдается значительное расширение и углубление межотраслевых связей по двум направлениям — с одной стороны, в результате удовлетворения всевозрастающих потребностей сельского хозяйства продукцией фондопроизводящих отраслей, а с другой — через увеличение поставок сельскохозяйственного сырья на промышленную переработку отраслям пищевой и легкой промышленности.

### Инфраструктура
Существует также третье направление расширения межотраслевых связей — осуществление различных видов деятельности по обслуживанию сельскохозяйственного производства путём создания ремонтных, агрохимических, мелиоративных и других агросервисных предприятий и организаций, что в совокупности образуют производственную инфраструктуру АПК. Её функциональное назначение — создание необходимых условий для нормального функционирования основного звена АПК, то есть её второй сферы — сельскохозяйственного производства.
Агропромышленная интеграция в собственном смысле слова означает определённое организационное сочетание сельскохозяйственного и технологически связанного с ним промышленного производства с целью получения конечной продукции из сельскохозяйственного сырья и достижение большей экономической выгоды благодаря взаимной материальной заинтересованности и ответственности всех участников агропромышленного производства за конечные результаты хозяйствования.
Этот вид интеграции называют вертикальной интеграцией. Она может организационно объединять все или основные стадии агропромышленного производства и оборота, включая производство сельскохозяйственного сырья, его транспортировку, хранение, переработку и реализацию конечного продукта.
В сельском хозяйстве развивается и горизонтальная интеграция как форма межхозяйственного сотрудничества, при которой достигается высокий экономический эффект и нередко осуществляется углубление специализации на отдельных стадиях единого технологического процесса. Такая интеграция развивается, например, в зернопроизводстве путём установления организационно-экономических связей между элитно-семенными репродуктивными предприятиями и предприятиями по производству товарного зерна. Разновидностью такой интеграции является научно-производственные системы, которые впервые стали создаваться в 1986-1987 гг с целью получения их участниками — сельскохозяйственными предприятиями квалифицированной помощи от головного предприятия — научно-исследовательского учреждения во внедрении в практику прогрессивных технологий, других достижений НТП и передового опыта, а также в совершенствовании форм и методов организации труда и производства. По сути, любое кооперирование сельскохозяйственных товаропроизводителей является проявлением горизонтальной интеграции.

### Агропромышленные формирования
Организационной формой агропромышленной интеграции являются агропромышленные формирования. Различают два типа существующих ныне на Украине агропромышленных формирований: региональные и хозяйственные. Региональные агропромышленные формирования представлены преимущественно агропромышленными ассоциациями, а хозяйственные — агропромышленными предприятиями и агрофирмами. Особенности построения и функционирования названных формирований будут рассматриваться в отдельных подразделениях данной темы. В этом подразделении есть необходимость обратить внимание ещё и на такой важный аспект агропромышленной интеграции, её экономическое и социальное значение.
В функционирующих ныне агропромышленных формированиях, прежде всего в хозяйственных, достигается реальное сочетание сельскохозяйственного и промышленного производства. В результате этого производство продукции сельского хозяйства, её транспортировка, переработка и реализация с обособленных звеньев превращается в единый производственный процесс, что с экономической точки зрения характеризуется взаимной материальной заинтересованностью и ответственностью всех участников агропромышленного производства за результаты деятельности — производство и реализацию конечной продукции.

### Синергетический эффект
В условиях реальной интеграции сельскохозяйственного и промышленного производства создается дополнительный синергетический эффект, что проявляется в высшей экономической эффективности интегрированного производства по сравнению с обособленным. Источниками получения агропромышленными формированиями синергетического эффекта являются:
- существенное уменьшение потерь сельскохозяйственной продукции, прежде всего той, что быстро портится, за счёт сведения к минимуму разрыва между её сбором и промышленной переработкой;
- увеличение объема производства конечной продукции за счёт утилизации нестандартной сельскохозяйственной продукции и побочных отходов, которые без интегрированного производства полностью пропадают или используются нерационально (да, животным нередко скармливают нестандартные овощи, фрукты и тому подобное);
- сокращение расходов на транспортировку продукции до мест переработки на крупных перерабатывающих предприятиях и на встречные завоз продовольственных товаров для потребления местным населением. Это особенно важно в условиях высокой стоимости энергоносителей.

Следует также отметить, что агропромышленные формирования получают дополнительный эффект, что не является составляющей синергетического эффекта, благодаря производству и реализации конечной продукции. Это обусловлено тем, что наивысшего уровня отдачи авансированного капитала и текущих расходов достигают те предприятия АПК, которые функционируют на завершающей стадии производственного цикла, осуществляя производство и реализацию конечной продукции. Ведь последняя всегда оценивается выше, чем сырьё именно благодаря большей окупаемости затрат, достигнутой за счёт потребителя. В условиях обособленного производства этот дополнительный эффект получают перерабатывающие предприятия, тогда как сугубо аграрные предприятия лишены возможности улучшать своё финансовое состояние за счёт этого вида эффекта. В условиях сочетания сельскохозяйственного и промышленного производства владельцами данного эффекта становятся агропромышленные формирования. Последние самостоятельно принимают решения относительно изменения ассортимента продукции и объема продаж в соответствии с конъюнктурой рынка, а также ведут необходимую маркетинговую деятельность с тем, чтобы удовлетворить потребительский рынок и повысить прибыльность собственного производства.
Получая больше доходов по сравнению с обычными аграрными предприятиями, агропромышленные формирования успешнее решают хозяйственные и экономические вопросы, обеспечивающие более высокую социальную защищенность своих работников, что является важным признаком социально ориентированной рыночной экономики. Агропромышленные формирования создают работникам широкую технологическую базу приложения квалифицированного труда и тем самым обеспечивают более полную занятость работникам в течение года, а также нередко смягчают сезонность производства.
С количественным ростом агропромышленных формирований — агропромышленных предприятий, агрофирм, агроконсорциумов подобное создается конкурентная среда в сфере переработки сельскохозяйственной продукции, которое заставляет участников агропромышленного производства производить более качественные продовольственные товары по конкурентоспособной цене.
Взаимная материальная заинтересованность всех участников региональных и хозяйственных организационных форм агропромышленной интеграции в достижении высоких конечных результатов, с одной стороны, и каждого из них в росте масштабов и эффективности производства своего вида деятельности, с другой, становится той движущей силой, которая создаёт необходимые экономические условия для более широкого внедрения в производство новейших достижений науки и передовой практики, экономически побуждает обеспечивать пропорциональное развитие сельского хозяйства и перерабатывающей промышленности, базы хранения продукции и её реализации. В результате создаются условия не только для увеличения объема производства и улучшения качества продукции, но и для рационального использования сырья, обеспечения её углублённой переработки, расширение ассортимента продовольствия. Все это укрепляет экономику агропромышленных формирований.
Важно отметить, что создание организационных форм агропромышленной интеграции и их усовершенствование само по себе не является универсальным средством для выхода агропромышленного производства на качественно новый этап развития, что соответствует требованиям рыночной экономики. Его высокая эффективность может быть достигнута на основе внедрения новых интенсивных технологий, обеспечивающих безотходность при переработке сельскохозяйственного сырья, экономию живого и овеществлённого труда, сокращения и полной ликвидации потерь ресурсов и готовой продукции. Решение этой задачи требует постоянного научного обеспечения агропромышленных формирований, широкого применения современной вычислительной техники, установление тесных взаимовыгодных производственно-торговых и научных связей с зарубежными партнёрами. Все это будет способствовать выходу агропромышленного производства на современный мировой уровень.
Перед рассмотрением особенностей организационной структуры и специфики функционирования отдельных видов агропромышленных формирований заметим, что сейчас ставить вопрос о превосходстве одних из них над другими преждевременно. В процессе накопления этими формированиями практического опыта работы ясно проявляются преимущества и недостатки принятой ими организационно-производственной структуры, степень её маневренности и эластичности в обоснованном решении текущих и перспективных задач. Это означает, что в условиях хозяйственной и финансовой самостоятельности субъектов рынка, развития различных форм хозяйствования и гибкого сочетания различных форм собственности усилится экономическая состязательность между агропромышленными формированиями, другими субъектами АПК и в результате утвердятся и вступят ускоренного распространения наиболее жизнеспособные среди них. Одновременно возникнет реальная возможность создания новых, доселе неизвестных формирований с высоким уровнем конкурентоспособности производимой ими продукции на продовольственном рынке.